# 娄丽红
娄丽红（1934年—），中国安徽省天长市金集镇草西村人，生於贫困家庭，苏皖民歌演唱者，被认为是最早把著名民歌茉莉花搬上舞台的演员。